# 磯野洋子
磯野 洋子（いその ようこ、1944年〈昭和19年〉3月16日 - ）は、日本の女優・リポーター。東京都出身。戸籍名は長谷川 洋子（旧姓は磯野）。現在、パリ在住。

## 来歴・人物
文化学院専門課程卒業。
1966年に千葉真一主演の日台合作映画『カミカゼ野郎 真昼の決斗』でデビュー。和服の似合う女優と呼ばれ、主に演劇を中心に活躍する。テレビドラマでも時代劇に多数出演。また海外の紹介番組のリポーターなども務める。夫はパリ在住の日本人芸術家・長谷川彰一。

## 主な出演

### 映画
- カミカゼ野郎 真昼の決斗（1966年）
- 可愛いくて凄い女（1966年）
- 五泊六日（1966年）
- 決着（おとしまえ）（1967年）
- 神戸国際ギャング（1975年）
- おしゃれ大作戦（1976年）
- 撃たれる前に撃て!（1976年）
- いつかどこかで（1992年）

### 演劇
- 流れる
- 本日は晴天なり
- 雨のふれあい
- 清水次郎長
- 国定忠治
- め組の辰五郎・炎の男
- 辛ろうござんすひとり旅
- 雨あがる
- 幡隋院長兵衛

### テレビドラマ
- 特別機動捜査隊 （NET）
  - 第269話「青い道化師」（1966年）
  - 第348話「嵐の中の恋」（1968年）
- 文五捕物絵図（1967年、NHK） - 琴絵
- こりゃまた結構（1967年、TBS）
- 愛と哀しみの時（1967年、NTV）
- 銭形平次（CX）
  - 第109話「かげろうの女」（1968年） - お美代
  - 第247話「ぎやまん地獄」（1971年） - お美代
  - 第290話「死者の証言」（1971年） - お美代
  - 第430話「片袖の女」（1974年） - お国
  - 第596話「夫婦屋台」（1977年） - おしの
- ローンウルフ 一匹狼 第25話「狂犬の罠」（1968年、NTV）
- 大奥 第10話「鼓の音哀し」（1968年、KTV） - 安子
- 五人の野武士 第22話「陰謀」（1969年、NTV） - 輝姫
- 火曜日の女シリーズ「人喰い」（1970年、NTV）- 武藤陽子
- 大将（1970年、NTV）
- 2丁目3番地（1971年、NTV）
- 大忠臣蔵（1971年、NET） - おとよ
- 人形佐七捕物帳 第6話「雷の宿」（1971年、NET） - お夏
- 大岡越前 第2部 第7話「燃える牢獄」（1971年、TBS） - お糸
- 大江戸捜査網（12ch）
  - 第81話「賭場荒し」（1972年） - 中原菊枝役
  - 第286話「張り込み!」（1977年） おみつ役
  - 第392話「連続誘拐事件の謎」（1979年） おかよ役
- 忍法かげろう斬り 第8話「姫売り公卿」（1972年、KTV）
- 地獄の辰捕物控 第7話「無縁仏が旅に出た」（1972年、NET）
- 水戸黄門 （TBS）
  - 第4部
    - 第5話「黒いひげの黄門さま」（1973年2月19日） - お志乃　　　
    - 第15話「津軽哀歌・青森」（1973年4月30日） - おいち

  - 第6部 第19話「仇討ち! 阿波踊り・徳島」（1975年8月4日） - おきよ
  - 第8部 第29話「妖雲晴れた桜島・鹿児島」（1978年1月30日） - 綾乃
  - 第10部 第13話「罠にはまった男・水口」（1979年11月5日） - お鶴
- 必殺仕置人 第9話「利用する奴される奴」（1973年、ABC） - お順
- 高校教師 第11話「先生の愛した女」（1974年、12ch / 東宝）
- 花王愛の劇場・妻は告白する（1974年、TBS）
- 八州犯科帳 第13話「貝に生きる女」（1974年、CX / C.A.L） - おしづ
- 家なき子（1974年 - 1975年、TBS）
- 江戸の旋風 （1975年、CX）
- 伝七捕物帳 第56話「怒りの十手」（1975年、NTV /ユニオン映画） - お弓
- お耳役秘帳（1976年、KTV） - お千
- 破れ傘刀舟 悪人狩り 第119話「初春の虹を越えて」（1977年、NET） - おつた
- ポーラテレビ小説・おゆき（1977年、TBS）
- 竹の子すくすく（1977年 - 1978年、ANB）
- 草燃える（1979年、NHK） - 三条局
- おだいじに（1979年、NTV）
- 斬り捨て御免! 第1シリーズ 第2話「炎と燃える三十六番所の灯 後編」（1980年、TX） - さえ
- 時代劇スペシャル・新吾十番勝負（1981年 - 1982年、CX） - お長
- お命頂戴! 第2話「血染めの陰謀絵図」（1981年、TX）
- 噂の刑事トミーとマツ 第2シリーズ 第22話「トミマツ呆然! 課長必殺の突撃」（1982年、TBS / 大映テレビ）- 水野しのぶ
- 木曜ゴールデンドラマ（YTV）
  - 少年刑務所－母と子の遠い道程（1982年）
  - 嫁・姑の叛乱（1985年）
- 新五捕物帳 第196話「命をかけてくれた女」（1982年、NTV）
- 必殺仕事人IV 第2話「秀、少女の謎を明かす」（1983年、ABC） - 浪江
- 京都マル秘指令 ザ新選組 第7話「山林王の未亡人から遺産28億円を奪うぞ!」（1984年、ABC）
- 真田太平記（1985年、NHK）
- ドラマ人間模様 （NHK）
  - 花へんろ（1985年） - 蝶子
  - 友だち（1987年） - 望月伸子
- 水曜ドラマスペシャル・女の願い（1987年、TBS）
- おんなは一生懸命（1987年〜1988年、TBS）
- 月曜・女のサスペンス「死を呼ぶ絵日記」（1990年、TX） - 宮尾紀子
- 世にも奇妙な物語 『死にたくない』 （1991年、CX）
- 土曜ワイド劇場・千曲川旅情殺人事件（1991年、ANB） - 寺沢加代子
- 新・花へんろ（1997年、NHK）

### テレビその他
- TBS歌のグランプリ 司会（1967年 - 1969年9月）
- にっぽんの歌 (NET) 司会（1973年1月 - 1973年3月）

### ラジオ
- 明日への扉～いのちのラジオ～（2021年8月3日、ラジオ大阪）- パリからのリモート出演[2]。

### CM
- サクセス関西・サクセス兵庫 スーパー酵素浴泉 JET BATH（1984年）
- 大関酒造